# شيرين عبد اللاوي
شيرين عبد اللاوي (مواليد 28 أغسطس 1998)، هي لاعبة جودو بارالمبية جزائرية. فازت شيرين بالميدالية الذهبية في مُنافسات وزن 52 كلغ سيدات ‏ ضمن دورة الألعاب البارالمبية الصيفية 2020 في طوكيو. كما مثلت أيضا الجزائر في دورة الألعاب البارالمبية الصيفية 2016 في ريو دي جانيرو، حيث حققت الميدالية البرونزية في مُنافسة نفس الوزن.
في 2019، فازت شيرين بالميدالية الفضية خلال مُنافسات الجائزة الكبرى للجودو في مدينة باكو في أذربيجان.

## روابط خارجية
- شيرين عبد اللاوي على موقع الفيدرالية الدولية للجودو (الإنجليزية)
- شيرين عبد اللاوي على موقع JudoInside.com (الإنجليزية)
- شيرين عبد اللاوي على موقع Paralympic.org (الإنجليزية)
- شيرين عبد اللاوي على موقع IPC.InfostradaSports.com (مؤرشف) (الإنجليزية)